# Ipatele
Ipatele est une commune roumaine située dans le județ de Iași.